# Daliso Chaponda
Daliso Chaponda, född 29 november 1979, är en malawisk-brittisk ståuppkomiker som är född i Zambia. 2017 kom han trea i Britain's Got Talent och 2018 lanserade han en serie på BBC Radio 4 med namnet Daliso Chaponda: Citizen of Nowhere.

## Uppväxt
Chaponda föddes i Zambia 1979 och bodde i flera olika afrikanska länder innan han flyttade till Malawi vid 11 års ålder. Hans föräldrar kom från Malawi, men hade flytt landet på grund av Hastings Bandas diktatur. Hans far George Chaponda arbetade som advokat för FN:s flyktingkommissariat, så familjen bodde i olika länder, bland annat i Thailand, Australien och Schweiz. Hans familj återvände senare till Malawi, och George Chaponda utsågs så småningom till utrikesminister och utbildningsminister av Bingu wa Mutharika.
Daliso Chaponda gick på Waterford Kamhlaba United World College of Southern Africa och fortsatte sin utbildning vid McGill University och Concordia University i Kanada, där han studerade datorprogrammering och engelsk litteratur.

## Karriär
Chaponda började sin karriär 2001 när han bodde i Kanada. Han övade på att framträda på stand-up-klubbar och open mic-kvällar. Hans allra första egna show, Feed This Black Man, var på Concordia University 2002. 2006 flyttade han till Storbritannien där han värmde upp publiken för andra komiker som John Bishop. Under denna period framträdde han förutom i Storbritannien även i Sydafrika och Australien.
2008 medverkade han i Edinburgh Festival Fringes "Best of the Fest". 2009 uppträdde han för första gången i Malawi. Samma år öppnade han även för den kanadensiska komikern Sugar Sammy i Dubai och Jordanien. 2012 skämtade Chaponda om den malawiska flaggan under en av hans "Laughrica"-shower i Malawi. Regeringen hotade därefter att arrestera honom för att ha förolämpat flaggan. 2014 var han med och skrev en dramakomediserie på BBC Radio 4 inspirerad av händelsen tillsammans med Sibusiso Mamba, When the Laughter Stops.
Efter hans framträdande i Britain's Got Talent 2017 skrev Chaponda kontrakt med BBC Radio 4 för att skapa en ny programserie med namnet Daliso Chaponda: Citizen of Nowhere. Serien började 2018 och 2021 hade den totalt tolv halvtimmesavsnitt. Han påbörjade sin första världsturné What the African Said... i februari 2018.
Chaponda har medverkat i tre avsnitt av tv-programmet QI.

## Influenser
Chaponda har i intervjuer sagt att han beundrar många standupkomiker, men framförallt har influerats av humoristiska författare som George Bernard Shaw och Roald Dahl.